# Symeon (Gołubka)
Symeon, imię świeckie Stiepan Michajłowicz Gołubka (ur. 1968) – duchowny Ukraińskiego Kościoła Prawosławnego Patriarchatu Moskiewskiego, od 2019 biskup pomocniczy eparchii chustskiej z tytułem biskupa uholskiego.

## Życiorys
Pochodzi z Obwodu Zakarpackiego i bratem biskupa siergijewo-posadskiego Paramona.
8 lipca 2011 został wybrany na namiestnika monasteru św. Symeona w Wynohradiwie z godnością archimandryty. 3 kwietnia 2019 Synod Cerkwi ukraińskiej wybrał go na biskupa uholskiego i sufragana eparchii chustskiej. Chirotonię biskupią otrzymał 7 kwietnia 2019.